# Missionare Diener der Armen der Dritten Welt
Die Missionare Diener der Armen der Dritten Welt (Ordenskürzel: MSPTM; lat.: Opus Christi Salvatoris Mundi, spanisch Misioneros Siervos de los Pobres del Tercer Mundo) ist eine internationale geistliche Gemeinschaft.

## Geschichte
Der italienische Priester und Missionsarzt Giovanni Salerno (1938–2023) gründete die Gemeinschaft 1986 als eine kirchliche missionarische Bewegung, die sich vor allem um eine soziale und geistige Erziehung von armen und verlassenen Kindern der Dritten Welt sowie um die Evangelisation von armen Regionen kümmert. Zurzeit ist sie in Lateinamerika (Peru, Kuba und Mexiko) und Ungarn tätig.
Die Bewegung besteht aus vier verschiedenen Gemeinschaften (Priester/geweihte Brüder, Ordensschwestern, kontemplative Priester/Brüder und missionarische Familien). Über 150 Missionare Diener der Armen aus 18 verschiedenen Ländern kümmern sich jeden Tag in Schulen, Suppenküchen, Ambulanzen und professionellen Werkstätten um mehr als 1500 Kinder.